# Museo Casa Carnacini

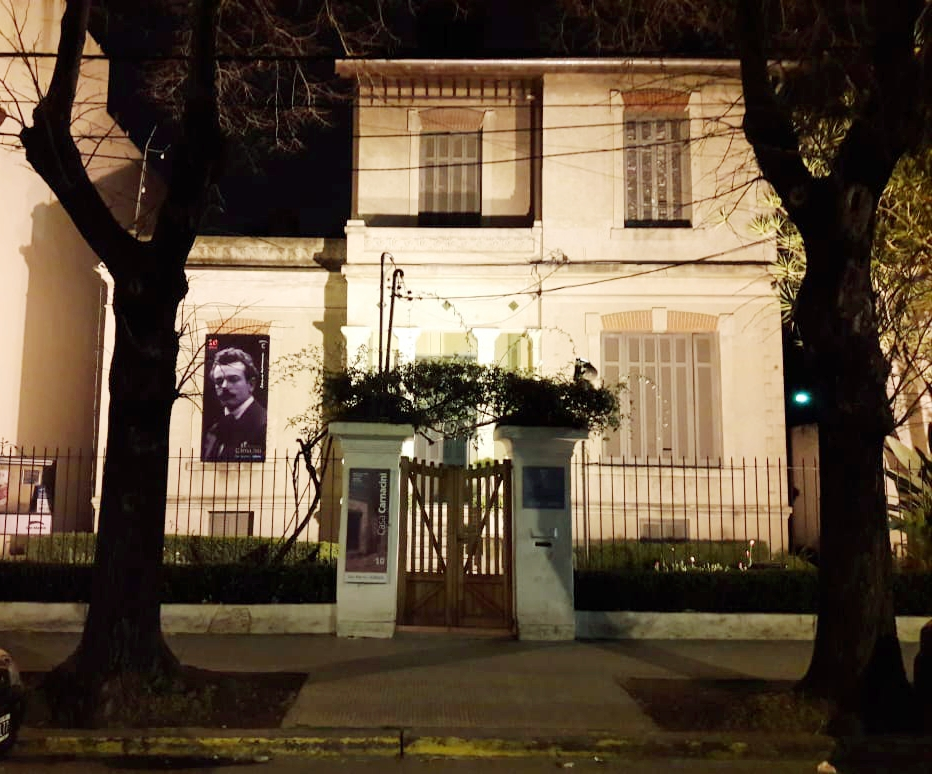

El Museo Casa Carnacini es un museo municipal de arte ubicado en la localidad de Villa Ballester (Buenos Aires), Argentina. En esta casa vivió durante cincuenta años el pintor Ceferino Carnacini. Fue inaugurado el 20 de julio de 2007.
La casa fue edificada en 1914, bajo la dirección y diseño ecléctico del propio Carnacini, mezcla de normando y pintoresquismo.
Consta de un piso en la planta baja y un subsuelo habitable, con una distribución similar a la de la planta superior. La edificación de este subsuelo se debe a que en estos terrenos funcionaban hornos de ladrillos, quedando como consecuencia inmensos hoyos, motivo por el cual resultó más sencillo edificar hacia abajo que efectuar su rellenado.
Las paredes de los cuartos de la planta principal están ornamentadas con dieciséis murales realizados por el pintor, y que reflejan su interés por los paisajes de San Juan, Mar del Plata, Córdoba, Río Negro y Venecia.
Subiendo la señorial escalera de cedro se accede al amplio y luminoso atelier que ocupa casi la totalidad de la planta superior, a excepción de una hermosa terraza y un cuarto para grabados que Carnacini utilizaba para realizar sus trabajos. En este ambiente aún se conserva la prensa original utilizada por el artista.
A partir de 2007, la Municipalidad de General San Martín, bajo la gestión del Dr. Ricardo Ivoskus (1999-2011) se ha hecho cargo de la restauración y puesta en valor de este solar como un importante aporte tendiente a consolidar la identidad de su comunidad a través de la conservación y resguardo de su patrimonio histórico y cultural. El 25 de noviembre de 2011, Ivoskus recibió por parte del gobernador de la Provincia de Buenos Aires Daniel Scioli y el presidente del Instituto Cultural Héctor D' Amico, en el salón dorado del edificio de la gobernación provincial en la ciudad de La Plata un subsidio para ser utilizado en la restauración integral de la fachada y ornamentos del edificio de la Casa Museo. Debido a la finalización del mandato del ex intendente, las obras fueron concluidas en septiembre de 2013 e inauguradas por el entonces mandatario comunal Gabriel Katopodis.

## Muestras y exposiciones realizadas
- "Dalí y el surrealismo"

Esta muestra se llevó a cabo del 15 de septiembre al 20 de octubre de 2007, en la cual se expusieron esculturas, platas, serigrafías, grabados y litografías originales del genial artista catalán Salvador Dalí, constituyéndose en un hecho histórico para la localidad de Villa Ballester, ya que ha sido la primera vez que una exposición de esta importancia se realizó en el Gran Buenos Aires (para más información visitar los enlaces externos).
Esta muestra forma parte de la colección existente en el Teatro-Museo Dalí de Figueras, España, y recorrió en su itinerario varios países de Latinoamérica.
- "Humor Tendido"

Del 1 al 22 de diciembre de 2007, la casa-museo realizó una exposición de 70 obras, publicaciones y afiches del dibujante y humorista argentino Guillermo Mordillo, artista de fama internacional, cuya obra ha sido recopilada y editada en gran parte de Europa, China, EE. UU. y en nuestro país.
Fue denominada "Humor Tendido" (por la particularidad de haber sido expuestas al público colgadas de broches). Contó con la presencia del mismo Mordillo, quien estuvo presente en la inauguración de la muestra.
- "Ripamonte, el último romántico"

Del 9 al 30 de mayo de 2008 se llevó a cabo una exposición de 25 obras del destacado pintor Carlos Ripamonte -quién residió en Villa Ballester- siendo vecino y maestro de Ceferino Carnacini. Esta muestra fue posible gracias a la firma de un convenio por parte del municipio con los descendientes del artista, quienes facilitaron el préstamo de las obras.
- "Filetango"

Del 6 de junio hasta el 3 de agosto de 2009 se llevó a cabo una exposición de Filete Porteño a cargo del grupo El Metejón en la casa museo. El Metejón está conformado por Valeria Roa, Estela Sambataro, Luis Liptak, Alberto Murúa y Marisa Nicolini. 
Se expusieron un total de 40 obras sobre diversos soportes: valijas antiguas, bancos, guitarras, discos de pasta, madera, etc
Fue denominada "Filetango" ya que el tema que encerraba la muestra era el maravilloso arte de la música ciudadana porteña, el tango.

## Ubicación
Calle 110 (Pueyrredón) 2720, entre 63 (Córdoba) y 65 (E. Marengo) -a dos cuadras de la Estación Villa Ballester-.
Teléfonos:(011) 4847-5042